# Терзийско (Ловечская область)
Терзийско (болг. Терзийско) — село в Болгарии. Находится в Ловечской области, входит в общину Троян. Население составляет 366 человек.

## Политическая ситуация
В местном кметстве Терзийско, в состав которого входит Терзийско, должность кмета (старосты) исполняет Димитрина Дочева Станчевска (Болгарская социалистическая партия (БСП)) по результатам выборов правления кметства.
Кмет (мэр) общины Троян — Минко Цочев Акимов (Граждане за европейское развитие Болгарии (ГЕРБ)) по результатам выборов в правление общины.